# Tragopogon

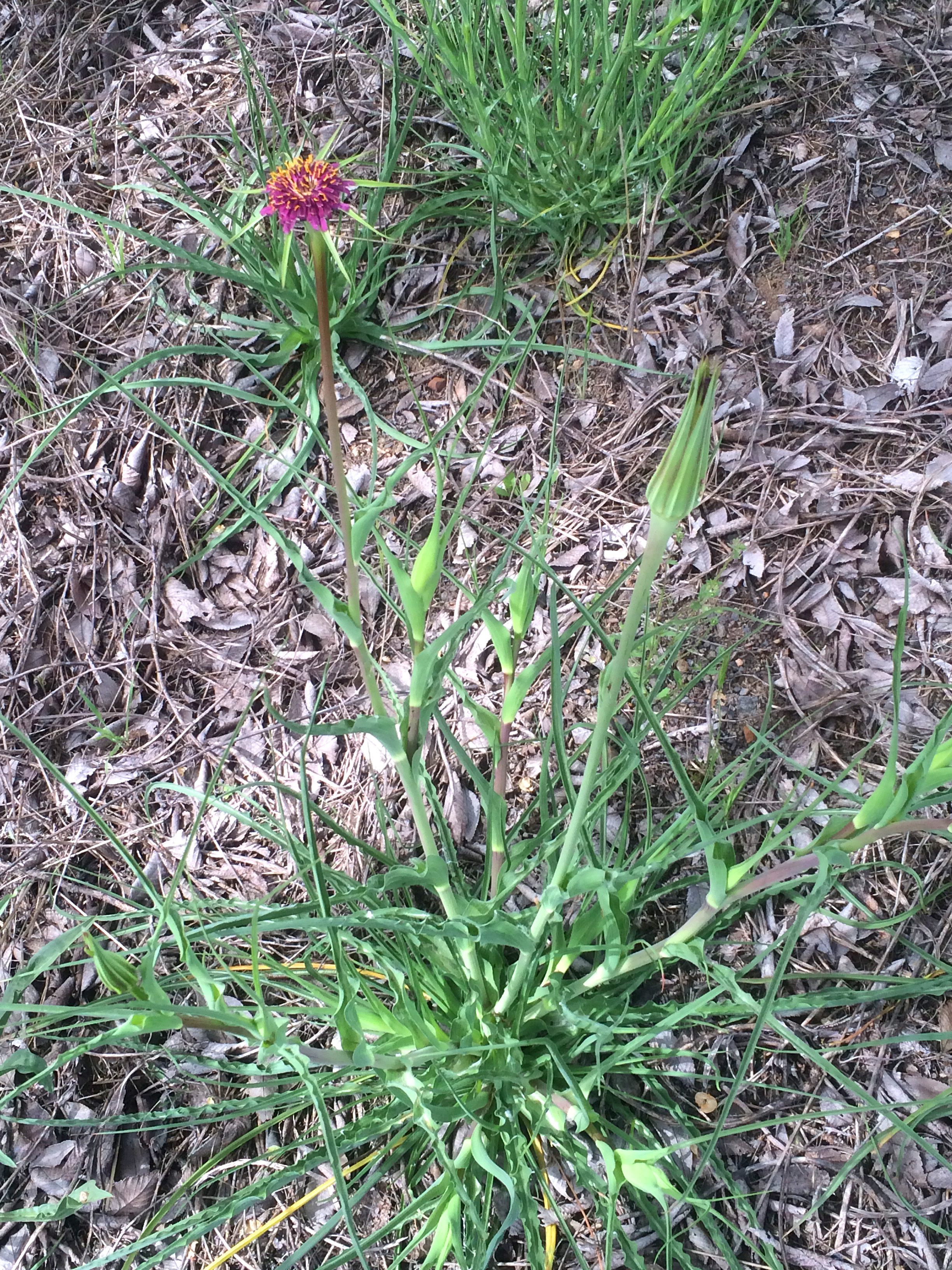
Salsifí (Tragopogon porrifolius).

Tragopogon és un gènere de plantes angiospermes de la família de les asteràcies (Asteraceae). Són plantes natives d'Euràsia, Àsia occidental i el nord d'Àfrica que han estat introduïdes a d'altres parts del món, especialment Amèrica del Nord i Austràlia.
La seva espècie més coneguda és el salsifí que es cultiva. Moltes espècies es troben silvestres a la regió mediterrània que és on es troba el major centre de diversificació. També diverses espècies del gènere Tragopogon es troben als Països Catalans concretament Tragopogon dubius, Tragopogon porrifolius, Tragopogon crocifolius i Tragopogon pratensis. El gènere Scorzonera hi està estretament emparentat.

## Descripció
Són plantes biennals o perennes, rarament són plantes anuals. Són glabres. La seva arrel principal té una saba d'aspecte lletós. Generalment estan poc ramificats i a més les branques són erectes. Les fulles són simples, alternades i recorden les de les gramínies. En algunes espècies és molt característic el fet que les bràctees de l'involucre floral sobrepassen molt la llargada de les lígules. Els capítols són solitaris i terminals sostinguts per un llarg peduncle. Els colors de les flors varien segons les espècies, algunes són grogues i altres bronzejades o porpres. Les llavors es dispersen mitjançant el vent gràcies a grans plomalls (papus).

## Hibridació
Les espècies de Tragopogon sovint s'hibriden donant lloc a fenotips (fenomen de l'especiació híbrida) per això, cap a la dècada de 1950 es van trobar noves espècies als Estats Units provinents de tres espècies introduïdes uns 50 anys abans.

## Taxonomia
Aquest gènere va ser publicat per primer cop l'any 1753 al segon volum de l'obra Species Plantarum del botànic suec Carl von Linné (1707-1778).

### Espècies
Dins del gènere Tragopogon es reconeixen les 126 espècies següents:
- Tragopogon acanthocarpus Boiss.
- Tragopogon alaicus S.A.Nikitin
- Tragopogon albinervis Freyn & Sint.
- Tragopogon albomarginatus Kitam.
- Tragopogon altaicus S.A.Nikitin & Schischk.
- Tragopogon anatolicus A.Duran, B.Doğan & Coșkunç.
- Tragopogon angustifolius Bellardi ex Willd.
- Tragopogon armeniacus Kuth.
- Tragopogon artvinensis Makbul, Gültepe & Coșkunç.
- Tragopogon aureus Boiss.
- Tragopogon badachschanicus Boriss.
- Tragopogon bakhtiaricus Rech.f.
- Tragopogon balcanicus Velen.
- Tragopogon bjelorussicus Artemczuk
- Tragopogon bombycinus Gredilla
- Tragopogon bornmuelleri Ownbey & Rech.f.
- Tragopogon borysthenicus Artemczuk
- Tragopogon brevirostris DC.
- Tragopogon buphthalmoides (DC.) Boiss.
- Tragopogon capitatus S.A.Nikitin
- Tragopogon caricifolius Boiss.
- Tragopogon castellanus Levier
- Tragopogon cazorlanus C.Díaz & Blanca
- Tragopogon charadzae Kuth.
- Tragopogon coelesyriacus Boiss.
- Tragopogon colchicus Albov ex Grossh.
- Tragopogon collinus DC.
- Tragopogon coloratus C.A.Mey.
- Tragopogon conduplicatus S.A.Nikitin
- Tragopogon cretaceus S.A.Nikitin
- Tragopogon crocifolius L.
- Tragopogon dasyrhynchus Artemczuk
- Tragopogon dubius Scop.
- Tragopogon elatior Steven
- Tragopogon elongatus S.A.Nikitin
- Tragopogon erostris Boiss. & Hausskn.
- Tragopogon fibrosus Freyn & Sint.
- Tragopogon filifolius Rehmann ex Boiss.
- Tragopogon floccosus Waldst. & Kit.
- Tragopogon gaudanicus Boriss.
- Tragopogon gongylorrhizus Rech.f.
- Tragopogon gorskianus Rchb.f.
- Tragopogon gracilis D.Don
- Tragopogon graminifolius DC.
- Tragopogon grandiflorus Saut.
- Tragopogon hayekii (Soó) I.Richardson
- Tragopogon heteropappus C.H.An
- Tragopogon heterospermus Schweigg.
- Tragopogon idae Kuth.
- Tragopogon jesdianus Boiss. & Buhse
- Tragopogon karelinii S.A.Nikitin
- Tragopogon karjaginii Kuth.
- Tragopogon kasahstanicus S.A.Nikitin
- Tragopogon kashmirianus G.Singh
- Tragopogon kemulariae Kuth.
- Tragopogon ketzkhovelii Kuth.
- Tragopogon kindingeri Adamović
- Tragopogon kopetdaghensis Boriss.
- Tragopogon kotschyi Boiss.
- Tragopogon kultiassovii Popov
- Tragopogon kurdistanicus Chrtek & Hadač
- Tragopogon lainzii Suár.-Sant., P.S.Soltis, Soltis, C.Díaz & Blanca
- Tragopogon lamottei Rouy
- Tragopogon lassithicus Rech.f.
- Tragopogon latifolius Boiss.
- Tragopogon leonidae Kuth.
- Tragopogon leucanthus Rech.f.
- Tragopogon longifolius Heldr. & Sartori ex Boiss.
- Tragopogon macropogon C.A.Mey.
- Tragopogon makaschwilii Kuth.
- Tragopogon malikus S.A.Nikitin
- Tragopogon marginatus Boiss. & Buhse
- Tragopogon marginifolius Pavlov
- Tragopogon maroofii Mahmoodi & Safavi
- Tragopogon maturatus Boriss.
- Tragopogon meskheticus Kuth.
- Tragopogon minor Mill.
- Tragopogon montanus S.A.Nikitin
- Tragopogon oligolepis Hartvig & Strid
- Tragopogon olympicus Boiss.
- Tragopogon orientalis L.
- Tragopogon otschiaurii Kuth.
- Tragopogon paradoxus S.A.Nikitin
- Tragopogon pichleri Boiss.
- Tragopogon podolicus (DC.) Nikitina
- Tragopogon porphyrocephalus Rech.f.
- Tragopogon porrifolius L.
- Tragopogon pratensis L.
- Tragopogon pseudocastellanus Blanca & C.Díaz
- Tragopogon pseudomajor S.A.Nikitin
- Tragopogon pterocarpus DC.
- Tragopogon pterodes Pančić
- Tragopogon pusillus M.Bieb.
- Tragopogon rechingeri Ownbey
- Tragopogon reticulatus Boiss. & A.Huet
- Tragopogon rezaiyensis Rech.f.
- Tragopogon ruber S.G.Gmel.
- Tragopogon ruthenicus Krasch. & S.A.Nikitin
- Tragopogon sabulosus Krasch. & S.A.Nikitin
- Tragopogon samaritani Heldr. & Sartori
- Tragopogon scoparius S.A.Nikitin
- Tragopogon segetum Kuth.
- Tragopogon serawschanicus S.A.Nikitin
- Tragopogon serotinus Sosn.
- Tragopogon sibiricus Ganesh.
- Tragopogon soltisiorum Mavrodiev
- Tragopogon songoricus S.A.Nikitin
- Tragopogon sosnowskyi Kuth.
- Tragopogon stribrnyi Hayek
- Tragopogon stroterocarpus Rech.f.
- Tragopogon subacaulis O.Schwarz
- Tragopogon subalpinus S.A.Nikitin
- Tragopogon tanaiticus Artemczuk
- Tragopogon tasch-kala Kuth.
- Tragopogon tomentosulus Boriss.
- Tragopogon tommasinii Sch.Bip.
- Tragopogon trachycarpus S.A.Nikitin
- Tragopogon tuberosus K.Koch
- Tragopogon turcicus Coșkunç., Gültepe & Makbul
- Tragopogon turkestanicus S.A.Nikitin
- Tragopogon ucrainicus Artemczuk
- Tragopogon undulatus Jacq.
- Tragopogon vaginatus Ownbey & Rech.f.
- Tragopogon vanensis Gültepe, Coșkunç. & Makbul
- Tragopogon verrucosobracteatus C.H.An
- Tragopogon vvedenskyi Popov

### Híbrids
S'han descrit els següents híbrids naturals:
- Tragopogon × rantzii Dichtl
- Tragopogon × mirus Ownbey
- Tragopogon × miscellus Ownbey
- Tragopogon × mutabilis Jacq.

### Sinònims
El següent nom científic és sinònim heterotípic de Tragopogon:
- Chromatopogon F.W.Schmidt